# Skyggen
Skyggen (titoli internazionali: Webmaster e The Shadow) è un film del 1998 diretto da Thomas Borch Nielsen.
Pellicola di produzione danese di genere thriller-cyberpunk, con protagonista Lars Bom.

## Trama
JB è un webmaster e un hacker, che svolge il suo lavoro mentre è appeso a testa in giù, indossando occhiali per la realtà virtuale che gli permettono di viaggiare nel profondo del cyberspazio. Dopo aver assistito a un omicidio, si allea con l'impulsivo ed energico Miauv nel tentativo di trovare il colpevole.

## Riconoscimenti
- Fantafestival 1999[3]:
  - Miglior attore protagonista: Lars Bom
  - Migliori effetti speciali: Skyggen
- Festival internazionale del cinema fantastico di Bruxelles: Corvo d'argento
- Robert Award[4]: migliore scenografia